# Garrucha (arma)
La garrucha es una pequeña pistola similar a una derringer, común en el sur de Brasil y en Argentina a inicios del siglo XX. En general tiene dos cañones yuxtapuestos, al contrario de los cañones superpuestos de las derringer estadounidenses, que pueden ser de ánima lisa o rayada.
En Brasil, los cartuchos de percusión central más comunes para estas pistolas eran el .320 y el .380, similares al .32 S&W y al .38 S&W, pero con casquillo cónico. También disparaban los cartuchos .22 Corto, .22 Long, .22 Long Rifle y los cartuchos Flobert de 8 y 9 mm, entre otros.
Estas pistolas fueron populares entre las décadas de 1930 y 1960 por su bajo costo y pequeño tamaño, siendo asociadas con los gauchos.
Las empresas brasileras que produjeron garruchas fueron Castelo, Rossi y Lerap.